# Ибрахим паша джамия
Магбул Ибрахим паша джамия е мюсюлмански храм в Разград, включен в каталога на ЮНЕСКО, като 3-тата по големина джамия на Балканите (като изключим европейската част на Турция).

## История
Строежът на молитвения храм е започнат между 1523 и 1536 г. върху основите на по-ранна джамия от български майстори по поръчение на великия везир Макбул Ибрахим паша Паргалъ. След неговата смърт през 1536 г., строителството е преустановено и джамията е довършена едва през 1616 г. от Махмуд паша. Според някои изследователи повторното основаване на селище през 1533 г. е пряко свързано с политическата и благотворителната дейност на Ибрахим паша, който целенасочено разменя свои мюлкове, намиращи се в други части на империята, за поземлени владения в Делиормана. Според Махиел Кийл "през XVI в., когато местните хора не са се интересували особено от научно-доказания произход на топонимите, името Нов Хръзград трябва да е било дадено на основаното от великия везир Ибрахим паша селище именно с оглед намиращите се наблизо развалини на т. нар. "Град на Хръз" (т.е. Абритус - моя бел.). Това означава, че турският град Хезарград няма пряк български предшественик, който да е бил разрушен от турците през 1388 г., а и днес в градския център не могат да бъдат открити останки на старобългарски църкви."  Пак според Махиел Кийл "старите османски хронисти говорят за 'Море от дървета'. Такъв е районът, в който през последното десетилетие на XIV и първото десетилетие на XV в. се заселват големи групи турски сектанти от Анадола. Те или бягат, или са депортирани. Именно в тези земи религиозният революционер Шейх Беддредин намира повечето от своите последователи и дори до наши дни една голяма част от турскоговорещото население на Делиормана е наричано "къзълбаши" или "алевии" - последователи на еретично учение в турския ислям, което е презирано и преследвано през всички исторически периоди." Градът, който се оформя около комплекса на джамията на Ибрахим паша, скоро се превръща в център на кааза и в рамките на няколко десетилетия израства като сунитски градски център сред изцяло доминирания от хетеродоксния ислям Делиорман. През периода 1617–1831 г. към джамията функционира османска обществена (вакъфска) библиотека, в която се организира и дерсие (учебни курсове).
След Освобождението през ноември 1887 г. четирима народни представители–мюсюлмани от Разградско, отправят молба до Министерския съвет десятъкът, събиран преди от шест села и от града Разград, който е бил посветен на джамията „Макбул Ибрахим паша“, да се компенсира с отпускане на ежегодна помощ на тази джамия и да се върнат имотите ѝ. Министерският съвет разпорежда на джамията да бъдат върнати неоспорваните от никого имоти, а за оспорваните заинтересованите страни да се обърнат към съдилищата. В крайна сметка джамията е обявена за народна старина през 1927 г., а понастоящем притежава статут на културна ценност с категория „национално значение“. Представлява публична държавна собственост, като от 1986 г. до 2001 г. в нея се провеждат археологически разкопки. С проекта за модернизация на градския център през 70-те години на ХХ в. е съборен кирпиченият ѝ портик, както и прилежащият към религиозния комплекс хамам.
През 2015 г. в джамиите на Разград и Силистра са извършени ремонтни дейности, без да са осигурени необходимите разрешения за намеси по културните ценности и в условия на неспазването на принципите на професионалната консервация и реставрация.
На 6 октомври 2016 г. Районното мюфтийство в Разград организира чествания, с които отбелязва 400-годишнината от построяването на джамията.
През декември 2019 г. местната и централната власт обединяват усилията си за съхраняване на джамията чрез осигуряване на  финансиране за ремонтни дейности, цялостна реставрация и консервация на сградата.
През октомври 2023 г. приключва окончателно съдебното дело, в което Мюсюлманското изповедание в Република България поиска да му бъде възстановена собствеността върху голямата джамията „Ибрахим паша“ в центъра на града.

## Архитектура
Храмът е централнокуполен като долната му част е куб, който във височина преминава в осмостен, а после в цилиндър. Хоризонталните сили от купола се поемат от четири контрафорсни ъглови кули и от пиластрите по цилиндричния тамбур. На фасадата има четири реда островърхи прозорци. Минарето е от дялан камък с пластични орнаменти под викалото. Във вътрешността има богати оригинални стенописи.
Джамията е обявена за паметник на културата с категория от национално значение, но е затворена за посетители и вярващи, след като в продължение на близо половин век не е ремонтирана и реставрирана. През есента на 2020 г. е задействан инвестиционен проект за консервация, реставрация и адаптация на джамията, финансиран от републиканския бюджет.

## Легенда за майстор Манол
Легендата разказва, че Ибрахим паша решил да погуби майсторите, за да не построят на друго място такава хубава джамия. Българските майстори разбрали за намеренията на пашата и започнали да правят дървени криле, с които да избягат. Когато крилата им били готови майсторите ги наденали и литнали към Балкана. За нещастие брадвите им били привързани към крилете и прерязали вървите поради което майсторите паднали и загинали.
- Паметна плоча в чест на строителите
- Джамия Ибрахим паша, екстериор преди реставрацията
- Джамия Ибрахим паша след реставрацията
- Майстор Манол пред Ибрахим паша, съвременен ансамбъл в центъра на Разград
- Минарето на джамията